# Логотерапія
Логотерапі́я (від грец. logos — сенс і therapeia — догляд, турбота, лікування) — психотерапевтична стратегія розроблена Віктором Франклом, заснована на думці, що розвиток особистості зумовлений прагненням до пошуку і реалізації сенсу життя. Якщо у людини немає сенсу життя чи він недосяжний, то виникає екзистенційна фрустрація, що проявляється в неврозах. В рамках логотерапії ставиться завдання допомогти людині у набутті сенсу його життя, який не може бути просто запозичений в інших. Для його вирішення був розроблений метод сократівського діалогу, в якому відбувається обговорення особистого досвіду, що стосується насамперед трьох сфер, в яких може бути знайдений індивідуальний сенс життя. Це творчість, переживання і усвідомлене ставлення до обставин, на які не можна вплинути. Однією з основних областей, в якій індивід може отримати підтримку в пошуках сенсу, є релігійна віра. В рамках логотерапії також був розроблений метод парадоксальної інтенції, орієнтований на лікування фобій і нав'язливих станів, і метод дерефлексії, призначений для лікування сексуальних неврозів.

## Основні положення

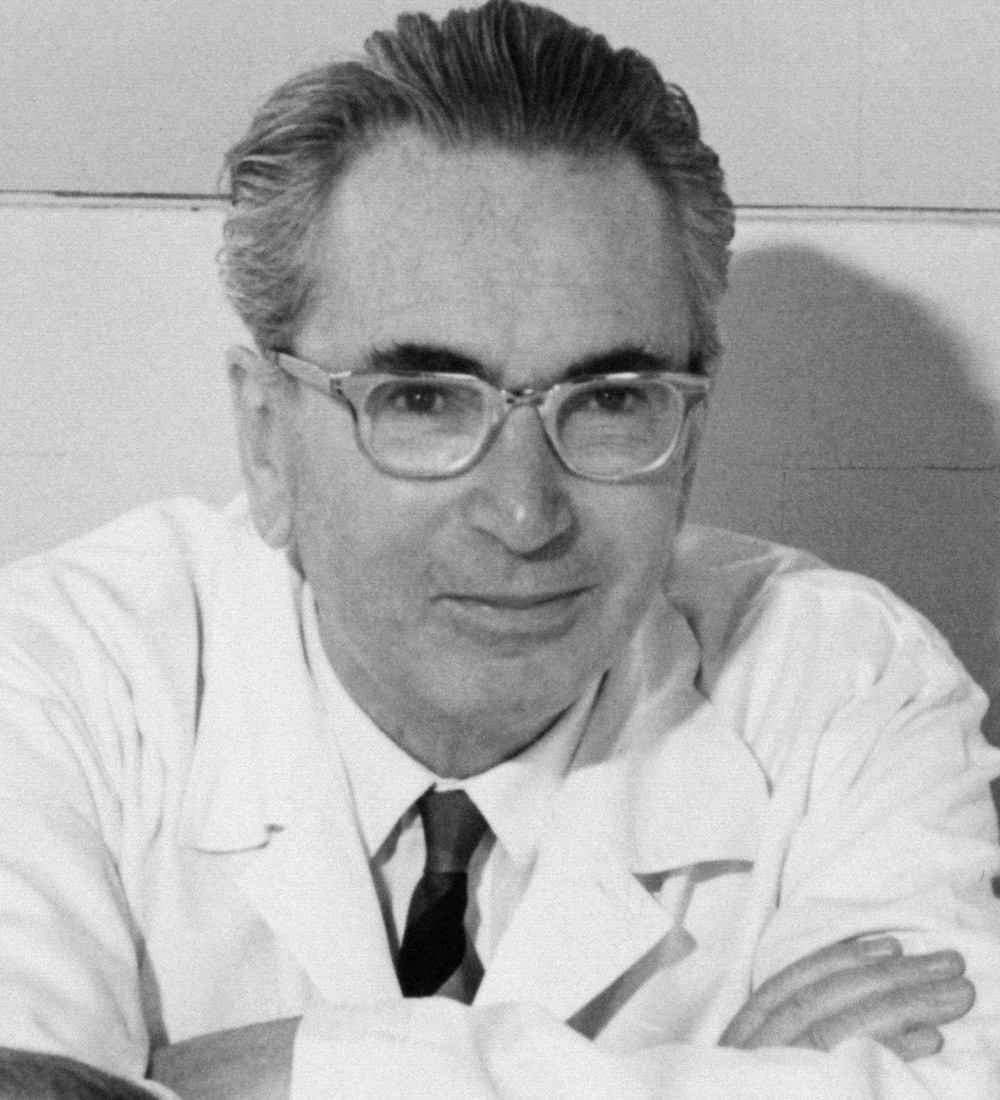
Віктор Франкл — творець логотерапії.

Франкл вважає, що прагнення до реалізації людиною сенсу свого життя є вродженою мотиваційною тенденцією, притаманною всім людям. Навіть самогубець вірить у сенс якщо не життя, то смерті. Не людина ставить питання про сенс свого життя — життя ставить ці питання перед нею. Сенс виступає своєрідним імперативом, що вимагає своєї реалізації.
Яким же шляхом людина може отримати знання про існування несвідомого? В. Франкл вважає, що органом велінь цієї вищої інстанції є совість — смисловий орган, інтуїтивна здатність відшукувати єдиний смисл, що криється в кожній ситуації. "Її можна визначити як здатність у будь-які ситуації відшукувати прихований смисл, єдиний, притаманний лише їй. Совість дологічна й ірраціональна; її специфікація — інтуїтивне розуміння. В. Франкл розуміє совість не лише як психологічну даність, але й як трансцендентальність. Тому совість — голос непізнаного, трансцендентного. Людина чує цей голос у власній душі, але він доноситься до неї з вершин несвідомого. Совість як іманентно-психологічний чинник є трансцендентним феноменом. Через неї розкривається сутність, трансцендентність духовного несвідомого. «Совість — це лише іманентна сторона трансцендентного цілого, вона возвеличується над площиною психологічної іманентності, трансцендентна по відношенню до цієї площини».
Совість є голосом трансцендентного, вона сама трансцендентна. Хоча нерелігійна людина й має совість, вона не усвідомлює її трансцендентності. Нерелігійна людина сприймає свою совість як психологічну даність, вважає її останньою інстанцією, перед якою несе відповідальність. Насправді це лише підніжжя гори. Щоб зазирнути далі, зійти на незвідану, утаємничену вершину, потрібно бути мужнім. Саме такою, з погляду Франкла, є релігійна людина, котра відкриває за совістю «Ти» Бога. «Адже ніколи й за жодних обставин не здатна була б совість мати вирішальне слово в іманентності, якби вона не була словом „Ти“ трансцендентності». Бог в логотерапії В. Франкла — це персоналізована совість, а совість — підсвідомий Бог, що криється в кожній людині. Совість — це той орган смислу, який неможливо імплантувати; його можливо лише відкрити й актуалізувати.
Франкл вважав, що втрата сенсу існування викликала в західному суспільстві новий тип неврозу — «ноогенний невроз». Ноогенний невроз має місце не в психічній, а ноогенній (від грец. «ноос», «нус» — розум, як носій смислів) сфері людського існування. В роботі «Лікар та душа» він пише про те, що до психотерапевта нерідко звертаються з тими ж проблемами, які насправді повинні ставитися перед священиком. Між іншим подібні думки розвивав у своєму вченні і Карл Юнг.
Ноогенні неврози виникають не через конфлікти між прагненнями і свідомості, а через конфлікти між різними цінностями; іншими словами вони є результатом моральних конфліктів чи, кажучи більш узагальнено, духовних проблем. Значне місце серед таких проблем займає екзистенційна фрустрація. Екзистенційна фрустрація може призвести до ноогенного неврозу.
Екзистенційний вакуум, чи екзистенційна фрустрація, — феномен, що характеризується суб'єктивними переживаннями нудьги, апатії, порожнечі, цинізму.
Свобода волі, вважає Франкл, належить до безпосередніх даних людського досвіду. Її можна феноменологічно описати, але неможливо звести до причинних зв'язків. Воля до сенсу протиставляється Франклом «принципу задоволення» психоаналізу і «волі до влади» індивідуальної психології. Він вважає, що людські мотиви і цілі завжди усвідомлені. Сенс життя, згідно з Франклом, «це те, що міститься в ситуації, таке, що розуміє під собою питання і вимагає питання… У кожної проблеми є тільки одне рішення, і воно правильне; у кожного рішення — тільки один сенс, і він справжній».
Відомий випадок, який Франкл описує в «Основних поняттях логотерапії», в розділі під назвою «Логодрама» — матір хлопчика інваліда, перший син якої загинув хотіла покінчити з життям. В їхній клініці вона проходила курс реабілітації і брала участь у психодрамі. Франкл вирішив зімпровізувати і запропонував іншій жінці, що теж грала роль в психодрамі уявити, що їй вже 80 років і попросив підбити підсумки свого життя. В результаті жінка вирішила, що хоч жила безтурботно, але даремно. Теж саме він запропонував зробити жінці-самогубці. Матір сина інваліда сказала, що хоч у житті у неї трапилось багато горя і вона втратила свого старшого сина, але вона не віддала сина в притулок і зробила все, щоб її син мав повноцінне життя і виріс чудовою людиною. Вона розплакалась і сказала, що життя вона прожила не даремно. Дивлячись на себе вже ніби старою, вона усвідомила сенс свого життя і страждань.

## Техніки логотерапії
Для того щоб допомогти людині у вирішенні її проблем, Франкл пропонує два основні методи:
1. метод дерефлексії;
2. метод парадоксальної інтенції.

Метод дерефлексії означає зняття зайвого самоконтролю, роздуми про власні труднощі. Так, в ряді досліджень було показано, що сучасна молодь в основному потерпає через думки про те, що у неї є комплекси, більше аніж власне від комплексів.
Метод парадоксальної інтенції передбачає, що психолог надихає клієнта саме на те, чого той намагається уникнути. При цьому активно використовуються різні прояви гумору.
В логотерапії також використовуються наступні засоби персональне осмислення життя; «сократівський діалог».
Засіб персонального осмислення життя полягає в тому, щоб людині, що втратила сенс життя, сказати, показати, що він потрібний іншій людині, що життя у нього втрачає для цієї людини сенс. Для матері, що втратила дорослу дитину, сенсом життя може стати виховання внуків.
«Сократівський діалог» — притягнення клієнта до співпраці і розширення сфери його свідомості. «Сократівський діалог» — свого роду інтелектуальний поєдинок між психологом і клієнтом, у ході якого корелюються непослідовні, суперечливі і бездоказові судження клієнта.
Унікальний сенс життя (чи загальні цінності, які виконують ту ж функцію) може бути знайдено людиною в одній з трьох сфер:
- творчості;
- емоційних хвилюваннях;
- свідомому прийнятті тих обставин, які людина не може змінити[5].